# Републикански път III-5522
Републикански път IIІ-5522 е третокласен път, част от Републиканската пътна мрежа на България, преминаващ изцяло по територията на Габровска област, Община Габрово. Дължината му е 10,4 km.
Пътят се отклонява надясно при 39,7 km на Републикански път III-552 в квартал „Беленци“ на град Габрово и се насочва на север по западните склонове на Габровските височини. Минава през село Орловци и в близост до селата Борики, Иванковци и Копчелиите и в южната част на село Донино се свързва с Републикански път I-5 при неговия 139,4 km.
| Пътища, отклоняващи се надясно (населено място, № на пътя, посока на пътя) | km   | Пътища, отклоняващи се наляво (посока на пътя, № на пътя, населено място)              |
| -------------------------------------------------------------------------- | ---- | -------------------------------------------------------------------------------------- |
| Община Габрово III-552, 39,7 km, гр. Габрово, кв. „Беленци“ →              | 0,0  | → гр. Габрово, кв. „Беленци“, 39,7 km, III-552, Община Габрово                         |
|                                                                            | 3    | → общински път (за гр. Габрово)                                                        |
| (за с. Борики) общински път ←                                              | 3,2  |                                                                                        |
| с. Орловци                                                                 | 6,3  | → с. Орловци, общински път (за гр. Габрово)                                            |
| (за с. Овощарци) общински път, с. Орловци ←                                | 6,7  | с. Орловци                                                                             |
| (за с. Спасовци) общински път ←                                            | 7,3  |                                                                                        |
|                                                                            | 7,7  | → общински път (за с. Иванковци)                                                       |
|                                                                            | 9,9  | → общински път (за с. Копчелиите)                                                      |
| (до ГКПП Маказа - Нимфея) I-5, 139,4 km, с. Донино ← с. Донино             | 10,4 | ← с. Донино, 139,4 km, I-5 (от гр. Русе) → с. Донино, 0 km, III-5524 (до с. Боженците) |